# Prealpi di Untervaldo
Le Prealpi di Untervaldo sono un massiccio montuoso delle Prealpi Svizzere. Si trovano nel Canton Nidvaldo, Canton Obvaldo e Canton Uri. Prendono il nome dal Untervaldo (formato dai sue semicantoni Obvaldo e Nidvaldo).

## Classificazione
La SOIUSA le vede come un supergruppo alpino delle Prealpi Svizzere e vi attribuisce la seguente classificazione:
- Grande parte = Alpi Occidentali
- Grande settore = Alpi Nord-occidentali
- Sezione = Prealpi Svizzere
- Sottosezione = Prealpi di Lucerna e di Untervaldo
- Supergruppo = Prealpi di Untervaldo
- Codice =  I/B-14.III-B.

## Suddivisione
Secondo la SOIUSA le Prealpi di Untervaldo sono suddivise in tre gruppi e due sottogruppi:
- Catena Rotsandnollen-Glogghüs (4)
  - Catena Rotsandnollen-Wild Geissberg (4.a)
  - Catena Glogghüs-Hochstollen (4.b)
- Catena Chaiserstuel-Ruchstock-Walenstöcke (5)
- Catena Bauen-Brisen-Buochserhorn (6)

## Vette principali
- Ruchstock - 2.814 m
- Rotsandnollen - 2.700 m
- Wild Geissberg - 2.676 m
- Walenstöcke - 2.572 m
- Glogghüs - 2.534 m
- Hochstollen - 2.481 m
- Chaiserstuel - 2.400 m
- Buochserhorn - 1.807 m